# آدم بال
آدم بال (1 مارس 1993 في المملكة المتحدة - ) (بالإنجليزية: Adam Ball)‏ هو لاعب كريكت بريطاني. لعب مع Kent County Cricket Club ‏.

## وصلات خارجية
- آدم بال على موقع إي آس بي آن كريك إنفو (الإنجليزية)